# Гвоздянка (річка)
Гвоздянка, Гвіздянка — річка в Україні у Самбірському районі Львівської області. Права притока річки Дністра (басейн Дністра).

## Опис
Довжина річки 5 км, найкоротша відстань між витоком і гирлом — 4,17  км, коефіцієнт звивистості річки — 1,12 . Формується багатьма безіменними струмками.

## Розташування
Бере початок на північно-східних схилах гори безіменної (789,7 м). Тече переважно на північний захід і у селі Гвоздець впадає у річку Дністер.

## Цікаві факти
- Над річкою існує туристичний маршрут[5].